# Don Leone Cucchi in contemplazione di san Martino e il povero, e la Madonna col Bambino in gloria
Don Leone Cucchi in contemplazione di san Martino e il povero e la Madonna col Bambino in gloria è il dipinto olio su tela di Giovan Battista Moroni più importante conservato nella chiesa di San Martino Vescovo di Cenate Sotto.

## Storia
Il dipinto conservato sulla parete destra della chiesa, anche se originariamente era posto come pala dell'altare maggiore, fu commissionato dal parroco don Leone Cucchi che vi si è fatto raffigurare. Considerata l'età del prelato e la sua presenza a Cenate Sotto come parroco dal 1570 e il 1578, data della morte dell'artista, si daterebbe il lavoro nel 1576, anche se alcuni studiosi dell'arte vorrebbero indicare una data precedente il 1575.

Con il rifacimento della chiesa il dipinto fu più volte ricollocato, già lo storico Donato Calvi nel 1677 lo indica posto sopra l'ingresso della sagrestia e probabile lavoro di Lorenzo Lotto, malgrado la presenza della firma del Moroni. Si consideri che in quel tempo Lorenzo Lotto aveva raggiunto a Bergamo e nella bergamasca una grande notorietà e rilevanza, attribuendo quindi al veneziano il dipinto significava darne massimo risalto.
(Donato Calvi)
 Fu indicato nel 1794 come posto sulla controfacciata sopra l'ingresso principale. Dopo esser collocato nei locali della sagrestia fu nuovamente esposto sulla zona presbiteriale nel 1853 come indicano le relazioni del parroco Giovanni Suardi che la definiva come quadro assai prezioso:
(Documenti conservati nell'archivio parrocchiale)

Nel 1820 fu Giovanni Maironi da Ponte a identificate nel prete raffigurato proprio il Cucchi: 
(Maironi da Ponte)
L'inventario dei beni parrocchiali del 1863 elencano la presenza di sei dipinti nella chiesa tra i quali un monumento dell'immortale Moroni'. Nel 1913 furono eseguiti lavori di restauro con la doppia foderatura nonché il rifacimento del telaio. Ulteriori restauri alla tela furono eseguiti negli ultimi anni del Novecento.
Fu però Lorenzo Dentella nel 1926 a inserite il dipinto nel suo preciso contesto storico
(Lorenzo Dentella-1926)
Moroni usò nuovamente i cartoni preparatori dell'opera per il dipinto Madonna in gloria con san Giacomo e san Rocco conservato nella pinacoteca newyorkese.

## Descrizione
La raffigurazione della tela si sviluppa su due livelli. In quello superiore è raffigurata la Vergine avvolta in un bianco velo e seduta su di un trono di nuvole sorretto da due putti col Bambino Gesù in braccio. La Madonna è avvolta dalla luce dorata del Paradiso. Questo gruppo si presenta di misura minore rispetto gli altri personaggi raffigurati.
San Martino, titolare della chiesa, è posto nella parte centrale ed è raffigurato a cavallo a capo scoperto con gli abiti militari mentre lascia la città di Amiens. Il santo volge lo sguardo al mendicante che è inginocchiato dinnanzi a lui e compie l'atto di dividere il suo mantello in due parti con la spada, per poterlo poi donare al poveraccio.
Sul lato sinistro della tela vi è raffigurato l'offerente: don Leone Cucchi di circa cinquant'anni, in abito nero col lo sguardo volto verso l'osservatore indicando il santo raffigurato. Il dipinto ospita la firma dell'artista su di un ceppo dal quale si stacca un ramoscello verde: JO.BAP.MORONUS P.

Malgrado la tela, nella sua raffigurazione sacra non è certo da considerarsi una delle migliori è sicuramente degna dell'artista bergamasco nella raffigurazione del prete offerente: 
(Mina Gregori)
Si consideri che le immagini del santo a cavallo ma particolarmente della Vergine col Bambino, risultano minori rispetto a don Cucchi posto in primo piano, ma questo rende la figura del prelato quasi più potente e reale la sua presenza nel quadro. L'offerente pare essere quasi esterno alla tela e anche lui un osservatore.
Non è questi l'unico ritratto del prelato che aveva commissionato anche la tela Assunta del Misma dove fu ritratto nei panni di san Giovanni apostolo. L'artista era conosciuto dal Moroni eavendo parenti ad Albino.